# Brunoise
Brunoise (del francés, /bʁy.nwaz/) es un corte de cocina que consiste en seccionar la verdura en dados pequeños (de 2 a 3 mm de lado) sobre una tabla de cortar. Puede elaborarse con una enorme variedad de vegetales o verduras como zanahoria, cebolla, ajo, nabo, pimiento, etc. El corte brunoise se utiliza tanto para preparaciones en las que el corte estará visible (como un aderezo o una ensalada) así como en salsas o rellenos.
El brunoise es similar al corte macédoine (usado para la macedonia de frutas), puesto que también se corta en dados, aunque macédoine es un poco más grande, de 4 a 6 mm por lado.

## Técnica de corte
Suele elaborarse a partir de un corte en juliana y posteriormente un giro de 90° perpendicular sobre el eje longitudinal para hacer los "dados" entre 1 y 2 mm de lado.

En el caso de la cebolla, se realiza haciendo cortes perpendiculares al nudo, luego en paralelo a la tabla de cortar y luego en paralelo con respecto al nudo para finalmente producir los cubos.

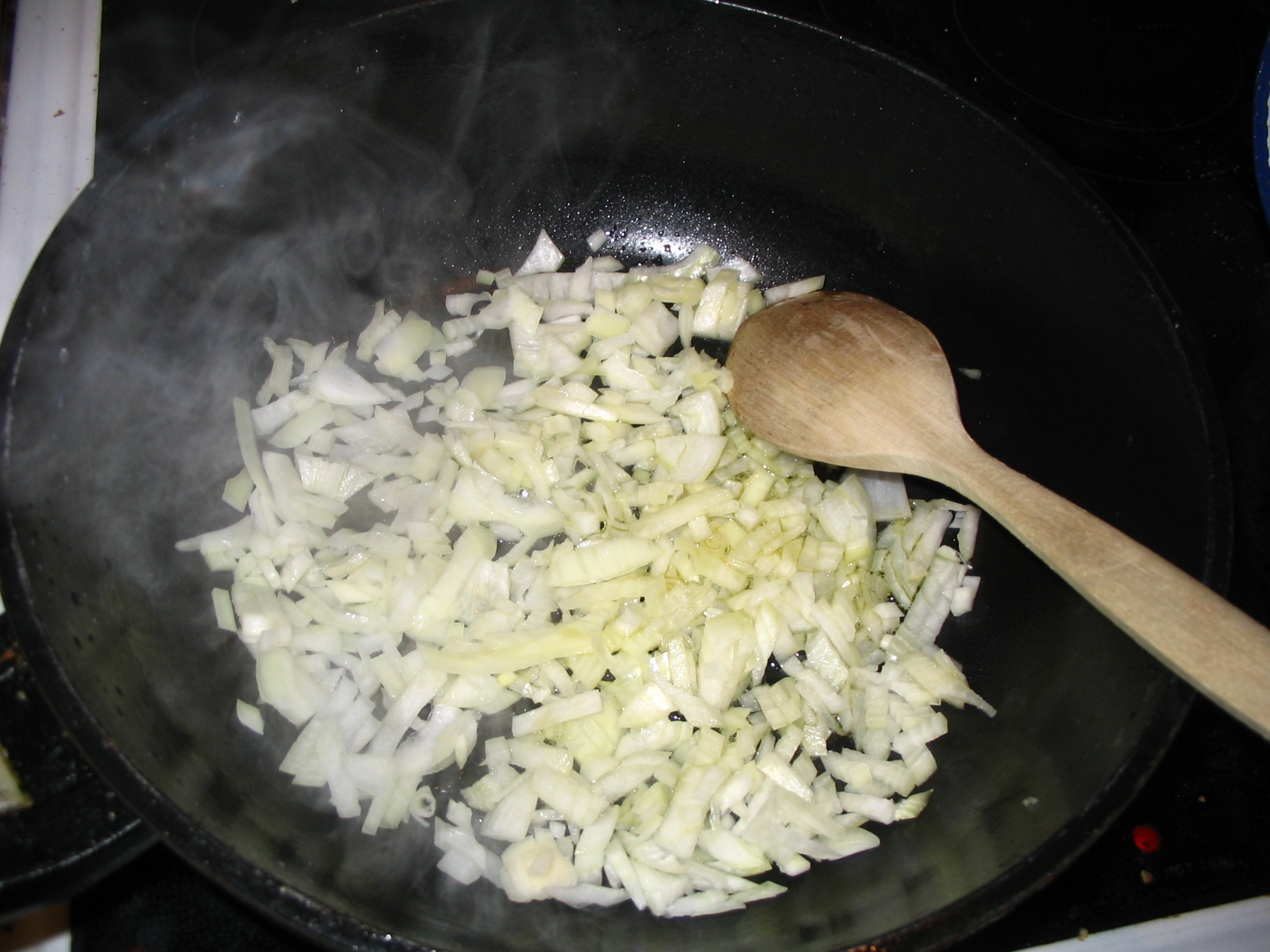
Cebollas picadas en brunoise para sofreírlas.